# Agathis flavescens
Agathis flavescens ist eine Pflanzenart aus der Familie der Araukariengewächse (Araucariaceae). Sie kommt in Malaysien endemisch vor.

## Beschreibung
Agathis flavescens wächst als immergrüner Baum, der Wuchshöhen von um die 12 Meter und Brusthöhendurchmesser von rund einem Meter erreichen kann. Die brüchige und mit zahlreichen Harzbläschen versehene Stammborke ist grün bis braun gefärbt. Die Rinde der Zweige ist gelblich.
Die Blätter stehen an einem kurzen Blattstiel und sind bei einer Länge von 3,8 bis 6,3 Zentimetern und einer Breite von 1,2 bis 2,5 Zentimetern elliptisch bis verkehrt-eiförmig, mit stumpfer Blattspitze. Die Blattoberseite ist gelbgrün und die Unterseite blaugrün.
Die männlichen Blütenzapfen stehen an einem bis zu 1,5 Zentimeter langen Stiel und sind bei einer Länge von 2,5 bis 3,8 Zentimetern und einer Dicke von etwa 1,3 Zentimetern zylindrisch geformt. Die kugeligen weiblichen Zapfen werden rund 6,3 Zentimeter lang und etwa 4,5 Zentimeter dick. Sie reifen im zweiten Jahr und sind dann violett gefärbt. Die elliptischen Samenkörner sind bis etwa 1,3 Zentimeter lang und rund 0,6 Zentimeter breit. Sie besitzen zwei Flügel, der längere Flügel ist bis zu 1,2 Zentimeter lang.

## Verbreitung und Standort
Das natürliche Verbreitungsgebiet von Agathis flavescens liegt in Malaysien. Dort kommt sie nur auf den Bergen Gunung Tahan und Gunung Rabong auf der Malaiischen Halbinsel vor.
Agathis flavescens wächst in Gebirgswäldern in Höhenlagen von 900 bis 2100 Metern, vor allem auf Böden, die sich auf Quarzit entwickelten.
Agathis flavescens wird in der Roten Liste der IUCN als „gefährdet“ eingestuft. Es wird kein Gefährdungsgrund angeführt, aber die geringe Bestandsgröße könnte in Zukunft zu einer Gefährdung führen. Der Gesamtbestand wird auf etwa 1000 Bäume geschätzt, gilt aber als stabil.

## Systematik
Agathis flavescens wird innerhalb der Gattung der Kauri-Bäume (Agathis) der Sektion Agathis zugeordnet.
Die Erstbeschreibung als Agathis flavescens erfolgte 1914 durch Henry Nicholas Ridley in  Kew Bulletin, Seite 332. Synonyme für Agathis flavescens Ridl. sind Agathis celebica subsp. flavescens (Ridl.) Veldkamp & Whitmore und Agathis dammara subsp. flavescens (Ridl.) Whitmore.